# 336204 Sardinas
336204 Sardinas este o planetă minoră (asteroid) din centura de asteroizi. A fost descoperită pe 24 septembrie 2008 la Observatorio de La Cañada⁠(d) de Juan Lacruz⁠(d). 
Obiectul prezintă o orbită caracterizată de o semiaxă mare de 2,5805134332291 UAi, o excentricitate de 0,24, o înclinație de 3,2 ° în raport cu ecliptica.